# Echipa națională de handbal feminin a Coreei de Sud
Echipa feminină de handbal a Coreei de Sud este echipa națională care reprezintă Coreea de Sud în competițiile oficiale sau amicale de handbal feminin.

## Palmares

### Internațional
Jocurile Olimpice
- medalie de aur în 1988 și 1992
- medalie de argint în 1984, 1996 și 2004
- medalie de bronz în 2008

Campionatul Mondial
- medalie de aur în 1995
- medalie de bronz în 2003

Jocurile Asiatice
- medalie de aur în 1990, 1994, 1998, 2002, 2006 și 2014
- medalie de bronz în 2010

Campionatul Asiatic
- medalie de aur în 1987, 1989, 1991, 1993, 1995, 1997, 1999, 2000, 2006, 2008, 2012, 2015
- medalie de argint în 2002 și 2010
- medalie de bronz în 2004

## Rezultate

### Rezultate olimpice
Începând din 1984, când s-a calificat pentru prima oară, echipa Coreei de Sud nu doar că a participat constant la Jocurile Olimpice, dar nu s-a clasat niciodată mai jos de locul patru. Echipa asiatică are în palmares două medalii de aur, trei de argint și una de bronz.
În semifinala disputată în 2008 împotriva Norvegiei, la Jocurile Olimpice de la Beijing, delegația sud-coreeană a cerut anularea golului decisiv al Norvegiei pe motiv că mingea nu a trecut de linia porții înainte de fluierul final al partidei. Solicitarea Coreei de Sud a fost respinsă de Comisia Disciplinară a Federației Internaționale de Handbal, care a confirmat rezultatul final de 29–28 în favoarea Norvegiei. Coreea de Sud a înaintat un apel împotriva acestei decizii, dar apelul a fost retras în aceeași zi.
Filmul din 2008 O clipă pentru totdeauna este o poveste romanțată a participării echipei sud-coreene la Olimpiada de la Atena, din 2004. Producția a fost un mare succes de box office în Coreea de Sud, aducând încasări de 27,259.300 de dolari în numai patru luni de la lansare.
| An   | Poziție          |
| ---- | ---------------- |
| 2016 | Calificată       |
| 2012 | locul 4          |
| 2008 | locul 3          |
| 2004 | locul 2          |
| 2000 | locul 4          |
| 1996 | locul 2          |
| 1992 | locul 1          |
| 1988 | locul 1          |
| 1984 | locul 2          |
| 1980 | A boicotat JO    |
| 1976 | Nu s-a calificat |

#### Handbaliste în All-Star Team la Jocurile Olimpice
Lee Mi-Young (1992), Lim O-Kyeong (1992), Kim Eun-Mi (1996), Hong Jeong-ho (1996), Lim O-Kyeong (1996), Oh Seong-ok (2000), Woo Sun-hee (2004), Lee Sang-Eun (2004), Oh Seong-Ok (2008), Jo Hyo-bi (2012)

#### Cea mai bună marcatoare la Jocurile Olimpice
O-Kyeong Lim (1996), 41 de goluri

### Rezultate la Campionatul Mondial
| An     | Poziție          |
| ------ | ---------------- |
| 2015   | locul 14         |
| 2013   | locul 12         |
| 2011   | locul 11         |
| 2009   | locul 6          |
| 2007   | locul 6          |
| 2005   | locul 8          |
| 2003   | locul 3          |
| 2001   | locul 15         |
| / 1999 | locul 9          |
| 1997   | locul 5          |
| / 1995 | locul 1          |
| 1993   | locul 11         |
| 1990   | locul 11         |
| 1986   | locul 11         |
| 1982   | locul 6          |
| 1978   | locurile 10-12   |
| 1975   | Nu s-a calificat |
| 1973   | Nu s-a calificat |
| 1971   | Nu s-a calificat |
| 1965   | Nu s-a calificat |
| 1962   | Nu s-a calificat |
| 1957   | Nu s-a calificat |

#### Handbaliste în All-Star Team la Campionatele Mondiale
Lim O-kyeong (1995), Han Sun-hee (1997), Woo Sun-hee (2003, 2005, 2013)

#### Cea mai bună marcatoare la Campionatele Mondiale
Jeong-Ho Hong (1993), 58 de goluri

### Rezultate la Jocurile Asiatice
| An   | Poziție |
| ---- | ------- |
| 2014 | locul 1 |
| 2010 | locul 3 |
| 2006 | locul 1 |
| 2002 | locul 1 |
| 1998 | locul 1 |
| 1994 | locul 1 |
| 1990 | locul 1 |

### Rezultate la alte turnee
- Trofeul Carpați 2006: locul 2
- Trofeul Carpați 1994: locul 2

## Echipa
Lotul convocat pentru Jocurile Olimpice din 2016.
Antrenor principal:  Lim Young-chul
| Nr. | Post            | Nume          | Data nașterii (vârsta) | Înălțime | Selecții | Goluri | Echipă               |
| --- | --------------- | ------------- | ---------------------- | -------- | -------- | ------ | -------------------- |
| 1   | Portar          | Oh Yong-ran   | 6 septembrie 1972      | 1,71 m   | 211      | 0      | Incheon City         |
| 5   | Extremă dreapta | Jung Yu-Ra    | 6 februarie 1992       | 1,71 m   | 61       | 30     | Daegu City           |
| 11  | Inter dreapta   | Ryu Eun-hee   | 24 februarie 1990      | 1,80 m   | 132      | 148    | Incheon City         |
| 12  | Portar          | Park Mi-ra    | 20 aprilie 1987        | 1,72 m   | 35       | 0      | Wonderful Samcheok   |
| 13  | Pivot           | Yoo Hyun-ji   | 16 iulie 1984          | 1,75 m   | 71       | 53     | Wonderful Samcheok   |
| 14  | Inter stânga    | Kim Jin-yi    | 20 iunie 1993          | 1,81 m   | 41       | 35     | Daegu City           |
| 15  | Extremă stânga  | Choi Su-min   | 9 ianuarie 1990        | 1,77 m   | 58       | 48     | Seoul City           |
| 17  | Inter stânga    | Sim Hae-in    | 31 octombrie 1987      | 1,78 m   | 78       | 45     | Wonderful Samcheok   |
| 21  | Extremă stânga  | Lee Eun-Bi    | 23 octombrie 1990      | 1,63 m   | 115      | 70     | Busan Infrastructure |
| 22  | Extremă dreapta | Woo Sun-hee   | 1 iulie 1978           | 1,72 m   | 178      | 201    | Wonderful Samcheok   |
| 23  | Centru          | Kim On-a      | 6 septembrie 1988      | 1,67 m   | 140      | 174    | SK Sugar Gliders     |
| 24  | Centru          | Gwon Han-na   | 22 noiembrie 1988      | 1,71 m   | 82       | 103    | Seoul City           |
| 27  | Pivot           | Nam Yeong-sin | 27 august 1990         | 1,75 m   | 18       | 3      | Busan Infrastructure |
| 29  | Inter dreapta   | Yu So-jeong   | 4 iunie 1996           | 1,68 m   | 11       | 13     | SK Sugar Gliders     |

### Handbaliste notabile
- Lim O-kyeong – Cea mai bună handbalistă a anului (1996)
- Kim Hyun-mee – Cea mai bună handbalistă a anului (1989)